# Solanum scabrum
Solanum scabrum, auch bekannt als Garten-Huckleberry, ist eine annuelle oder ausdauernde krautartige Pflanze. Der Ursprung der Art gilt als unsicher, obwohl Carl von Linné ihn in Afrika vermutet; die Art kommt gleichwohl auch in Nordamerika vor und hat natürliche Vorkommen in vielen anderen Ländern. In Afrika wird sie als Blattgemüse angebaut, die Beeren werden als Färbemittel geerntet.

## Beschreibung
Die Pflanzen sind annuell oder kurzzeitig perennierend mit krautartigem Wuchs bis zu einem Meter Höhe; sie sind haarlos oder spärlich behaart. Die Blätter sind normalerweise oval, 7–12 cm lang und 5–8 cm breit mit 1,7–7 cm langen Stielen. Der Blütenstand ist einfach, gelegentlich verzweigt mit 9–12 Blüten. Die weiße Krone ist sternförmig, 15–20 mm im Durchmesser und manchmal purpurn gefärbt mit einem gelbgrünen basalen Stern. Die Beeren sind kugelrund, haben einen Durchmesser von 10–17 mm und sind purpur-schwarz. Die Samen sind 1,8–2,2 mm lang, blass oder purpurn gefleckt.
Die Chromosomenzahl beträgt 2n = 48 oder 72.

## Verwendung

### Nahrungsmittel
Solanum scabrum wird als essbares Blattgemüse in Afrika angebaut. Es ist das am intensivsten kultivierte Blattgemüse innerhalb des Solanum nigrum-Komplexes. Als solches war es einer genetischen Selektion durch die Bauern ausgesetzt, welche Züchtungsversuche zur Erhöhung der Blattgröße und anderer Eigenschaften unternahmen.
Die essbaren Früchte werden gekocht verwendet, oft in Marmeladen oder Kuchen. Allerdings müssen sie ganz reif sein, sonst sind sie bitter.

### Färbepflanze
In Afrika wird eine gedrungene Form von Solanum scabrum als Färbepflanze angebaut; zum Färben werden die reifen Beeren verwendet.